# Шмелёво (Калининградская область)
Шмелёво (также Шмелёвка) — посёлок в Неманском районе Калининградской области. Входит в состав Лунинского сельского поселения.

## География
Располагается в 25 км к юго-востоку от города Немана, на реке Ульяновке, одним км выше места её впадения в реку Инструч, на левобережье последнего, напротив правобережного посёлка под названием Ульяново.

## История
После Второй мировой войны по решению Потсдамской конференции передан СССР. В 1946 году посёлок Варнен переименован в Шмелёвку.

## Население
| 2002 | 2010 |
| ---- | ---- |
| 48   | ↘29  |